# Zetomotrichidae
Zetomotrichidae zijn  een familie van mijten. Bij de familie zijn 14 geslachten met circa 35 soorten ingedeeld.